# Christian Horner
Christian Edward Johnston Horner (Leamington Spa, 16 novembre 1973) è un dirigente sportivo ed ex pilota automobilistico britannico.
Team manager della Red Bull Racing dal 2005 al 2025, ha portato la scuderia alla vittoria in Formula 1 di otto titoli piloti, con Sebastian Vettel (2010, 2011, 2012, 2013) e Max Verstappen (2021, 2022, 2023, 2024), e sei titoli costruttori, di cui quattro consecutivi (dal 2010 al 2013) e due nel 2022 e nel 2023.

## Biografia
Horner è nato in una famiglia impegnata nell'industria automobilistica: suo nonno ha lavorato come direttore degli acquisti presso la Standard Motor Company di Coventry, prima di fondare un'agenzia con il padre di Horner per fornire componenti ai produttori di motori nelle Midlands. Horner ha studiato privatamente alla Arnold Lodge School di Leamington Spa e poi alla Warwick School. Ha due fratelli, Jamie e Guy.

## Carriera

### Pilota
Dopo aver iniziato la sua carriera agonistica nei kart, la carriera di Horner nelle corse automobilistiche è iniziata dopo aver vinto una borsa di studio in Formula Renault nel 1991. Nel 1992 gareggia con la Manor Motorsport nel campionato britannico di Formula Renault, vincendo una gara e classificandosi come miglior esordiente della stagione. Passa, poi, in F3 britannica, finendo secondo nel campionato di Classe B per la P1 Motorsport e vincendo cinque gare prima di passare ai team Fortec e ADR nel 1994 e 1995, e poi al team TOM'S nel 1996. Sempre nel 1996 ha corso nel campionato britannico di Formula 2. Nel 1997, a 24 anni, fonda la Arden International, partecipando nella doppia veste di pilota e manager alla serie internazionale di F3000. Horner dichiarò di aver creato la squadra con denaro preso in prestito, incluso un prestito di suo padre, e di aver convinto il fondatore della P1 Motorsport, Roly Vincini, a passare nel team come ingegnere di pista dello stesso Horner. Acquistò un rimorchio di seconda mano per la squadra da Helmut Marko, all'epoca manager della Rsm Marko, uno dei principali rivali di Horner nella F3000, e che in seguito lavoreranno a stretto contatto in Red Bull.
Rimase nella F3000 per il 1998 e come compagno di squadra fu ingaggiato il belga Kurt Mollekens, che mostrò un buon ritmo e ad un certo punto guidò il campionato. Durante un test pre-campionato all'Estoril, Horner osservò Juan Pablo Montoya attraversare la prima curva ad alta velocità del circuito e si rese conto di "non essere in grado di replicare il livello di impegno" mostrato dal pilota colombiano. Di conseguenza, a fine stagione decise di ritirarsi come pilota, dedicandosi a pieno tempo alla gestione della squadra. 

### Manager
Dopo essersi ritirato dalle competizioni all'età di 25 anni, Horner ingaggiò Viktor Maslov e Marc Goossens per la stagione 1999 di F3000. Prima dell'inizio della stagione, la Prodrive di Dave Richards acquistò una quota del 50% nella Arden per conto della compagnia petrolifera russa LUKoil, guidata dal padre di Maslov. Horner riacquistò le quote di partecipazione della Prodrive in Arden dopo una sola stagione. Darren Manning fu ingaggiato per sostituire Goossens per le stagioni 2000 e 2001, ottenendo una pole position e due podi.
L'Arden partecipò anche nella F3000 italiana nel 2000 vincendo tre gare e classificandosi secondo nel campionato piloti con Warren Hughes.
Dopo la separazione dalla LUKoil, per il 2002 fu ingaggiata una nuova coppia di piloti, formata dal ceco Tomáš Enge e dallo svedese Björn Wirdheim. La squadra ottenne cinque vittorie (quattro per Enge, una per Wirdheim), consegnando ad Enge la vittoria del titolo, ma in seguito fu retrocesso al terzo posto dopo essere risultato positivo ad un test antidroga, consegnando il titolo a Sébastien Bourdais. Arden lo stesso anno vinse il mondiale costruttori.
Wirdheim rimase nel 2003, con Enge sostituito dallo statunitense Townsend Bell. Wirdheim vinse il titolo piloti con un margine di 35 punti sul diretto inseguitore, Ricardo Sperafico. Inoltre l'Arden vinse per la seconda volta consecutiva il titolo costruttori.
L'ultima stagione della F3000 del 2004, è stata dominata dall'italiano Vitantonio Liuzzi. Il supporto di Robert Doornbos ha contribuito a garantire con un ampio margine sia il titolo del campionato piloti che quello dei costruttori. La squadra vinse otto delle dieci gare del campionato, con Liuzzi che ne vinse sette e Doornbos una. Liuzzi è stato ingaggiato nella squadra tramite il suo manager, Helmut Marko, con la sponsorizzazione della Red Bull. In quel momento, Horner stabilì il suo Arden International Team presso la sede della Prodrive a Banbury, prima di trasferirli nelle vicinanze nell'ex struttura della 22 Motorsport.

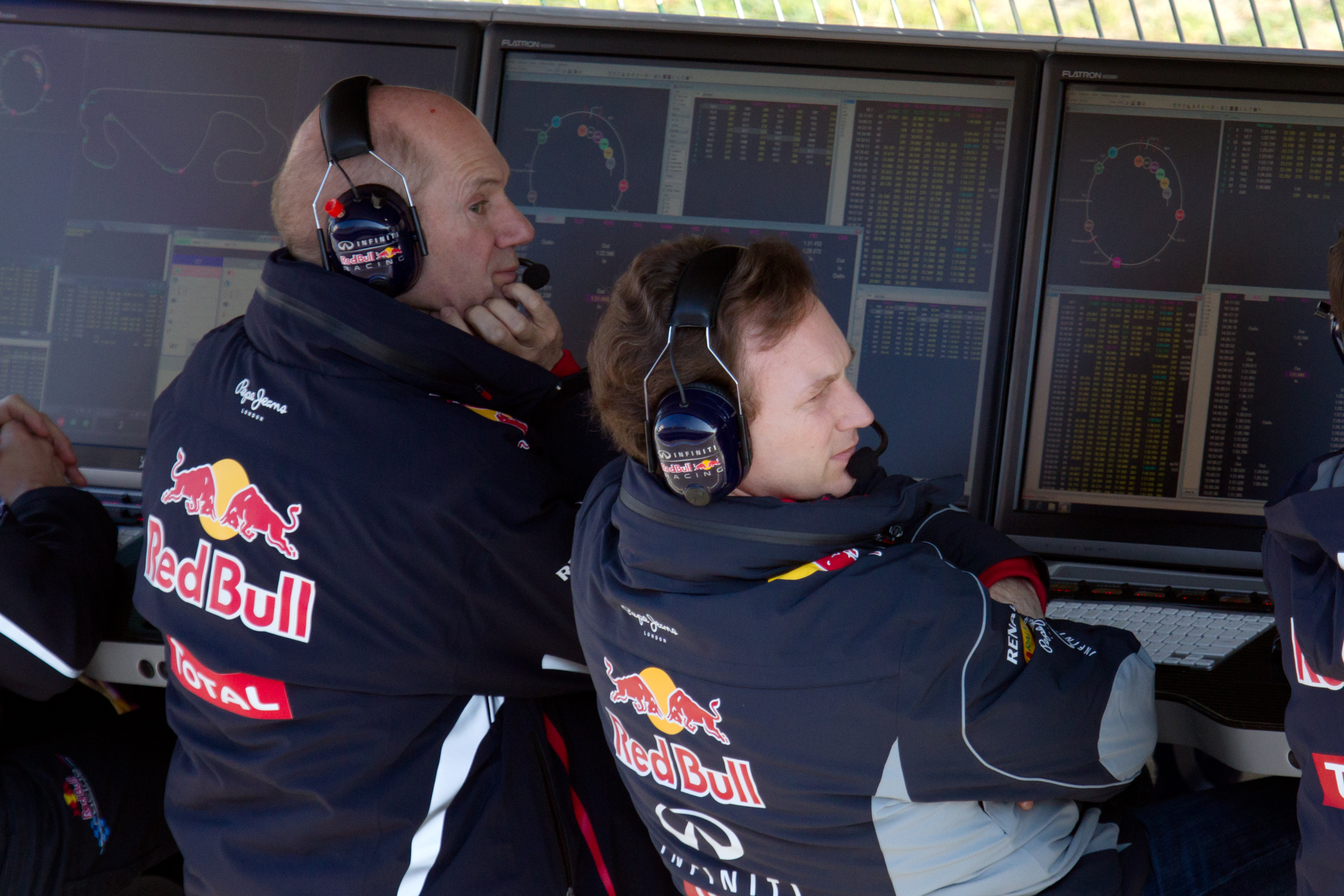
Horner (a destra), team principal della, e il progettista Adrian Newey ai box di Montmeló mentre seguono i primi test della monoposto RB9 futura campione del mondo.

A questo punto, Horner stava cercando un'opportunità per passare in Formula 1. Dopo che le discussioni con Eddie Jordan riguardo all'acquisto della Jordan Grand Prix non hanno avuto esito positivo a causa di disaccordi sui costi, nel novembre 2004 l'azienda austriaca di bevande energetiche Red Bull acquistò la Jaguar Racing, che divenne Red Bull Racing. Nel gennaio 2005, Horner è stato nominato a capo della squadra, diventando all'epoca il più giovane team principal. Nonostante fosse stato nominato solo otto settimane prima del Gran Premio d'Australia di apertura della stagione, sotto la sua guida la squadra iniziò bene, con i piloti David Coulthard e Christian Klien che finirono quarto e settimo in Australia, e continuarono a segnare un totale di 34 punti per la squadra rispetto ai nove presi dalla Jaguar l'anno precedente. Ha anche giocato un ruolo chiave nel reclutare Adrian Newey, che è stato annunciato come direttore tecnico della squadra nel novembre 2005.
Il 2006 fu un anno di transizione: quando Newey iniziò a lavorare alla Red Bull nel febbraio 2006, l'auto di quell'anno (la RB2) era già stata progettata e il team è passato dai motori Cosworth ai motori clienti Ferrari, i quali si surriscaldavano ed erano inaffidabili. Tuttavia, la squadra ottenne il suo primo podio al Gran Premio di Monaco con David Coulthard, dove Horner si tuffò in una piscina indossando nient'altro che un mantello di Superman per festeggiare.
Il 2007 portò la RB3, la prima vettura progettata da Newey, e l'arrivo dell'australiano Mark Webber e dei motori Renault. Tuttavia il team continuò a soffrire di problemi di affidabilità, con l'auto che subì 14 ritiri e ottenne un solo podio (con Webber al Nürburgring), chiudendo al quinto posto con 24 punti. L'anno successivo scese al settimo posto nel Campionato Costruttori.
Il team ha concluso con un ottimo secondo posto nel campionato costruttori nel 2009, con i piloti Sebastian Vettel e Mark Webber che sono arrivati rispettivamente secondo e quarto nella corsa al titolo piloti, ottenendo sei vittorie in totale (4 Vettel, 2 Webber). Nel 2010, la squadra ha vinto il suo primo Campionato Costruttori con una gara d'anticipo, e Sebastian Vettel vinse il campionato piloti nell'ultima gara della stagione, diventando il più giovane Campione del Mondo. Horner diventa il secondo team principal più giovane a vincere un campionato costruttori di Formula 1, dopo Colin Chapman che lo vinse nel 1963 all'età di 34 anni. Da lì si aprirà un ciclo di vittorie che durerà fino al 2013 con un totale di quattro vittorie del titolo piloti (con Vettel) e quattro titoli costruttori consecutivi.
A partire dalla stagione 2014, la Mercedes iniziò un periodo di dominio incessante che corrispondeva con l'introduzione dei motori turbo-ibridi V6 con doppio sistema di recupero dell'energia, con sette titoli piloti ed otto costruttori consecutivi. La Red Bull proseguì con i motori Renault prima di passare ai motori Honda nel 2019. Durante lo svolgimento della stagione 2016, Horner promosse Max Verstappen (che correva nella Toro Rosso, scuderia satellite della Red Bull) al posto di Daniil Kvjat conquistando, al suo esordio, la vittoria al Gran Premio di Spagna, diventando il più giovane pilota ad aver vinto una gara del campionato del mondo di Formula 1. Sarà la prima delle due vittorie della Red Bull nel 2016 (prima di allora il team austriaco non vinceva dal Gran Premio del Belgio 2014). Il pilota olandese diventerà nel 2021 un serio rivale al titolo di Lewis Hamilton, innescando una rivalità non solo tra i due piloti, ma anche tra lo stesso Horner e Toto Wolff. La squadra vincerà il titolo piloti con Verstappen all'ultima gara, interrompendo il ciclo di vittorie Mercedes. A fine dicembre 2021 il contratto di Christian Horner alla guida della squadra è stato prorogato fino al 2026. Nella stagione successiva vince per la seconda volta consecutiva il titolo piloti, con Verstappen, e il titolo costruttori (che mancava dal 2013). 
Nel 2023 la Red Bull conquista per la sesta volta nella propria storia il mondiale costruttori, il secondo consecutivo. Il team di Milton Keynes diventa il primo costruttore nella storia della Formula 1 a vincere il titolo con sei gare d'anticipo, battendo il primato precedente detenuto in coabitazione dalla McLaren, nel 1988, e dalla Ferrari, nel 2004, con cinque gare d'anticipo.
Nel febbraio 2024 sono stati divulgati un'ottantina di file (foto, screenshot) contenenti conversazioni a sfondo sessuale tra lo stesso Horner e una dipendente Red Bull, che lo aveva accusato di molestie.A seguito di un'indagine interna condotta da legali indipendenti, però, i vertici aziendali della Red Bull lo prosciolgono da tali accuse.La dipendente in questione è stata sospesa. 
Il 9 luglio 2025 Red Bull comunica il suo licenziamento con effetto immediato. Horner lascia così il team anglo-austriaco dopo esserne stato team principal ininterrottamente dal 2005, stagione d'esordio del team.

## Risultati

### International Formula 3000
| Anno | Squadra             | 1       | 2      | 3       | 4       | 5      | 6      | 7      | 8      | 9       | 10     | 11     | 12     | Punti | Pos. |
| ---- | ------------------- | ------- | ------ | ------- | ------- | ------ | ------ | ------ | ------ | ------- | ------ | ------ | ------ | ----- | ---- |
| 1997 | Arden International | SIL 16  | PAU NQ | HEL NQ  | NÜR NQ  | PER NQ | HOC NQ | A1R 16 | SPA NQ | MUG 17  | JER 6  |        |        | 1     | 21°  |
| 1998 | Arden International | OSC Rit | IMO 12 | CAT Rit | SIL Rit | MON 16 | PAU NQ | A1R 17 | HOC 18 | HUN Rit | SPA NQ | PER 17 | NÜR 17 | 0     | 33º  |

## Vita privata
Horner ha avuto una relazione con Beverley Allen dal 1999 al 2013, dalla quale ha avuto una figlia.

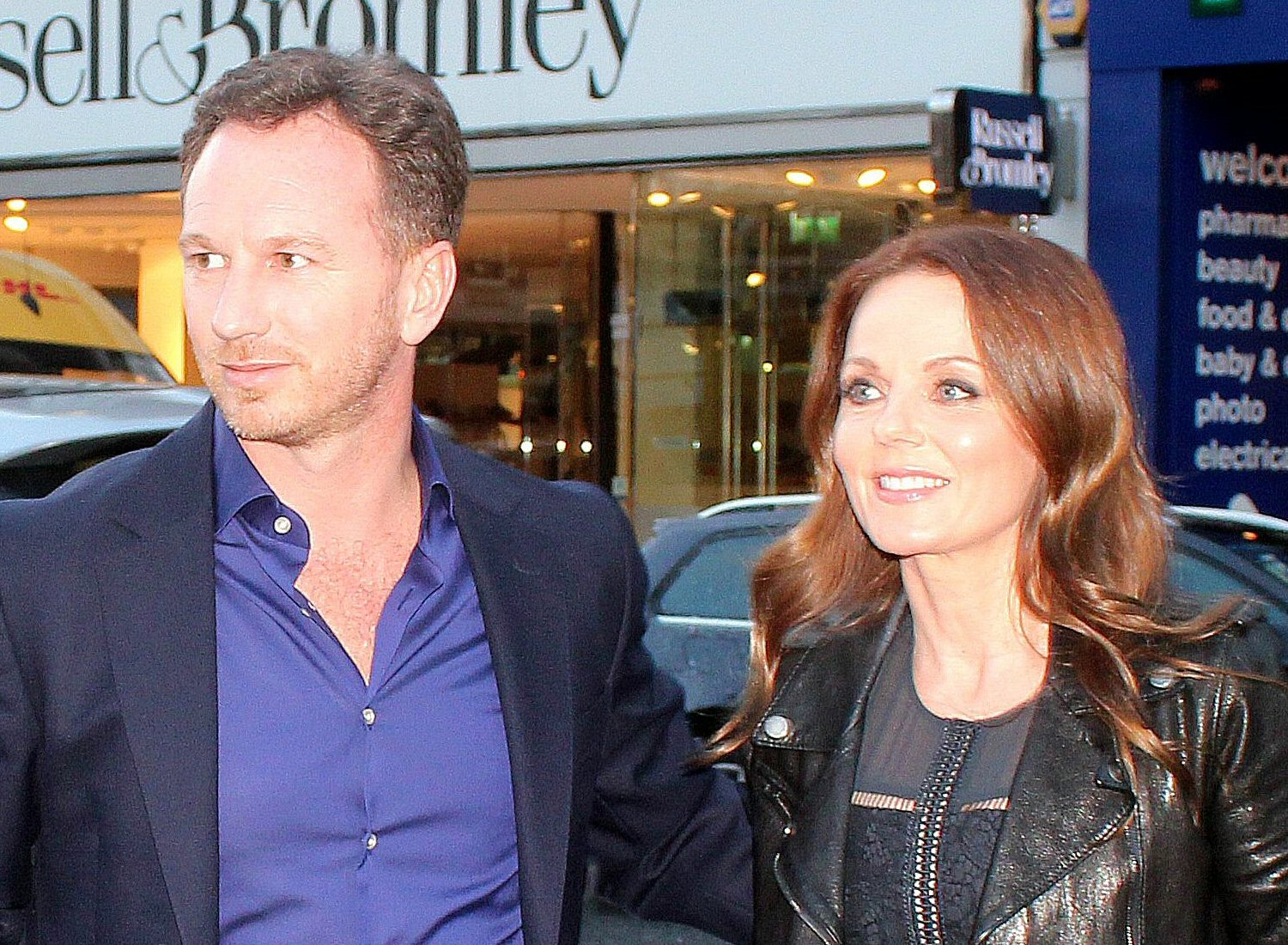
Horner (a sinistra) e la moglie Geri Halliwell nel 2016

Dal 15 maggio 2015 è sposato con Geri Halliwell, con cui ha avuto un figlio nel gennaio 2017. Horner è anche patrigno della figlia di Halliwell, Bluebell Madonna, nata dalla sua precedente relazione con lo sceneggiatore Sacha Gervasi.
Horner è un accanito sostenitore del Coventry City.